# NGC 3883
NGC 3883 (другие обозначения — UGC 6754, MCG 4-28-53, ZWG 127.54, NPM1G +20.0286, PGC 36740) — спиральная галактика (Sb) в созвездии Льва. Открыта Уильямом Гершелем в 1785 году.
Галактика обладает диском с низкой поверхностной яркостью и ярким балджем, но активное ядро в нём отсутствует. Галактика имеет флоккулентную спиральную структуру. В галактике наблюдается нейтральный водород вплоть до расстояния в 1,5 раза большего, чем радиус галактики. Отношение массы к светимости в галактике довольно велико и составляет 19 солнечных единиц (соответственно, солнечных масс и радиусов).
Этот объект входит в число перечисленных в оригинальной редакции «Нового общего каталога».
Галактика NGC 3883 входит в состав группы галактик NGC 3842. Помимо NGC 3883 в группу также входят ещё 17 галактик.